# Cascade d'Isollaz
La cascade d'Isollaz est une chute d'eau située le long du torrent Évançon, sur la commune de Challand-Saint-Victor, dans le bas val d'Ayas, en Vallée d'Aoste. Elle a une chute d'environ 50 mètres.